# Superpuchar Islandii w piłce siatkowej mężczyzn (2020)
Superpuchar Islandii w piłce siatkowej mężczyzn 2020 (oficjalnie Ofurbikarinn BLÍ karla 2020) – czwarta edycja rozgrywek o Superpuchar Islandii rozegrana w dniach 11-13 września 2020 roku w Akureyri. Ze względu na fakt, że w sezonie 2019/2020 nie wyłoniony został ani mistrz Islandii, ani zdobywca Pucharu Islandii uczestniczyło w niej pięć klubów: Afturelding, Fylkir, HK, KA oraz Þróttur Neskaupstað.
Rozgrywki składały się z fazy grupowej oraz z meczu o 3. miejsce i finału.
Po raz trzeci z rzędu zdobywcą Superpucharu Islandii został klub KA, który w finale pokonał Afturelding.

## System rozgrywek
W fazie grupowej pięć zespołów rozegrało między sobą po jednym spotkaniu. Mecze grane były do dwóch wygranych setów. Dwie najlepsze drużyny uzyskały awans do finału, natomiast drużyny z miejsc 3-4 rozegrały między sobą mecz o 3. miejsce. Finał i mecz o 3. miejsce grane były do trzech wygranych setów.

## Wyniki spotkań

### Faza grupowa
Tabela
| Lp. | Drużyna             | Pkt | Mecze | Mecze   | Mecze   | Sety | Sety | Sety  | Małe punkty | Małe punkty | Małe punkty |
| Lp. | Drużyna             | Pkt | M     | W (2:1) | P (1:2) | wyg. | prz. | ratio | zdob.       | str.        | ratio       |
| --- | ------------------- | --- | ----- | ------- | ------- | ---- | ---- | ----- | ----------- | ----------- | ----------- |
| 1   | Afturelding         | 12  | 4     | 4 (0)   | 0 (0)   | 8    | 0    | MAX   | 201         | 148         | 1.358       |
| 2   | KA                  | 7   | 4     | 2 (0)   | 2 (1)   | 5    | 4    | 1.250 | 196         | 195         | 1.005       |
| 3   | HK                  | 5   | 4     | 2 (1)   | 2 (0)   | 4    | 5    | 0.800 | 200         | 200         | 1.000       |
| 4   | Þróttur Neskaupstað | 4   | 4     | 1 (1)   | 3 (2)   | 4    | 7    | 0.571 | 209         | 238         | 0.878       |
| 5   | Fylkir              | 2   | 4     | 1 (1)   | 3 (0)   | 2    | 7    | 0.286 | 177         | 202         | 0.876       |

Źródło: BLÍ (isl.)
Punktacja: 2:0 – 3 pkt, 2:1 – 2 pkt, 1:2 – 1 pkt, 0:2 – 0 pkt
Zasady ustalania kolejności: 1. liczba punktów; 2. stosunek setów; 3. stosunek małych punktów; 4. bilans w bezpośrednich meczach
     Finał
     Mecz o 3. miejsce
Wyniki spotkań
| 11.09.2020 19:00 (UTC±0) | KA | 1:2 (25:20, 23:25, 12:15) raport | Þróttur Neskaupstað | Íþróttahöllin – Völlur 1, Akureyri Sędziowie: Sævar Már Guðmundsson |

| 11.09.2020 20:00 (UTC±0) | HK | 2:0 (25:23, 25:17) raport | Fylkir | Íþróttahöllin – Völlur 3, Akureyri Sędziowie: Gunnar Garðarsson |

| 12.09.2020 9:00 (UTC±0) | KA | 0:2 (20:25, 16:25) raport | Afturelding | Íþróttahöllin – Völlur 1, Akureyri Sędziowie: Árni Jón Eggertsson |

| 12.09.2020 9:00 (UTC±0) | Þróttur Neskaupstað | 1:2 (25:23, 20:25, 15:17) raport | HK | Íþróttahöllin – Völlur 3, Akureyri Sędziowie: Gunnar Garðarsson |

| 12.09.2020 11:00 (UTC±0) | Fylkir | 0:2 (16:25, 23:25) raport | KA | Íþróttahöllin – Völlur 1, Akureyri Sędziowie: Árni Jón Eggertsson |

| 12.09.2020 11:00 (UTC±0) | Þróttur Neskaupstað | 0:2 (13:25, 24:26) raport | Afturelding | Íþróttahöllin – Völlur 3, Akureyri Sędziowie: Gunnar Garðarsson |

| 12.09.2020 14:00 (UTC±0) | HK | 0:2 (23:25, 23:25) raport | KA | Íþróttahöllin – Völlur 1, Akureyri Sędziowie: Árni Jón Eggertsson |

| 12.09.2020 14:00 (UTC±0) | Afturelding | 2:0 (25:14, 25:22) raport | Fylkir | Íþróttahöllin – Völlur 3, Akureyri Sędziowie: Gunnar Garðarsson |

| 12.09.2020 16:00 (UTC±0) | Fylkir | 2:1 (25:21, 22:25, 15:6) raport | Þróttur Neskaupstað | Íþróttahöllin – Völlur 1, Akureyri Sędziowie: Árni Jón Eggertsson |

| 12.09.2020 16:00 (UTC±0) | Afturelding | 2:0 (25:16, 25:23) raport | HK | Íþróttahöllin – Völlur 3, Akureyri Sędziowie: Gunnar Garðarsson |

### Mecz o 3. miejsce
| 13.09.2020 9:00 (UTC±0) | HK | 3:0 (25:22, 25:16, 25:22) raport | Þróttur Neskaupstað | KA heimilið, Akureyri Widzów: 20 Sędziowie: Gunnar Garðarsson i Sigridur Palsdottir |

### Finał
| 13.09.2020 14:00 (UTC±0) | Afturelding | 2:3 (23:25, 22:25, 25:22, 25:18, 12:15) raport | KA | KA heimilið, Akureyri Widzów: 35 Sędziowie: Sævar Már Guðmundsson i Gunnar Garðarsson |

## Klasyfikacja końcowa
| Poz. | Zespół              |
| ---- | ------------------- |
| 1    | KA                  |
| 2    | Afturelding         |
| 3    | HK                  |
| 4    | Þróttur Neskaupstað |
| 5    | Fylkir              |